# Diogmites vulgaris
Diogmites vulgaris är en tvåvingeart som beskrevs av Carrera 1947. Diogmites vulgaris ingår i släktet Diogmites och familjen rovflugor. Inga underarter finns listade i Catalogue of Life.